# Matthew Bondswell
Matthew Joshua Bondswell (18 april 2002) is een Engels voetballer die in de jeugdopleiding van Newcastle United FC speelt.

## Carrière
Matthew Bondswell speelde in de jeugd van Nottingham Forest FC en sinds 2018 in de jeugd van RB Leipzig. In het seizoen 2020/21 wordt hij door Leipzig aan FC Dordrecht verhuurd. Hij debuteerde in het betaald voetbal op 30 augustus 2020, in de met 0-0 gelijkgespeelde thuiswedstrijd tegen Go Ahead Eagles. Hij speelde in totaal zeven wedstrijden voor FC Dordrecht, voor de huurperiode in de winterstop werd beëindigd. Hierna vertrok hij naar Newcastle United FC, waar hij in het onder-23-elftal speelt. Begin 2022 werd hij enkele maanden aan Shrewsbury Town FC verhuurd, maar hier zat hij alleen op de bank en kwam hij niet in actie.

### Statistieken
| Seizoen                     | Club                 | Land           | Competitie     | Competitie | Competitie | Beker | Beker | Totaal | Totaal |
| Seizoen                     | Club                 | Land           | Competitie     | Wed.       | Dlp.       | Wed.  | Dlp.  | Wed.   | Dlp.   |
| --------------------------- | -------------------- | -------------- | -------------- | ---------- | ---------- | ----- | ----- | ------ | ------ |
| 2020/21                     | → FC Dordrecht       | Nederland      | Eerste divisie | 6          | 0          | 1     | 0     | 7      | 0      |
| 2020/21                     | Newcastle United FC  | Engeland       | Premier League | 0          | 0          | 0     | 0     | 0      | 0      |
| 2021/22                     | → Shrewsbury Town FC | Engeland       | League One     | 0          | 0          | 0     | 0     | 0      | 0      |
| Carrièretotaal              | Carrièretotaal       | Carrièretotaal | Carrièretotaal | 6          | 0          | 1     | 0     | 7      | 0      |
| Bijgewerkt op 25 april 2023 |                      |                |                |            |            |       |       |        |        |